# الغارات التركية على سنجار (2021)
الغارات الجوية التركية في 16 و17 أغسطس 2021 على سنجار كانت عدة غارات استهدفت مقاتلي وحدات مقاومة سنجار (YBŞ)، بما في ذلك سعيد حسن، عضو بارز في تلك المنظمة، كما قُصف مستشفى في قرية سكنية. قُتل في الغارة الجوية في 16 أغسطس، إلى جانب حسن، اثنان آخران، بما في ذلك ابن شقيق سعيد حسن والمقاتل في وحدات YBŞ عيسى خوديدا، وأصيب ثلاثة آخرون. نتيجة للغارات الجوية في 17 أغسطس التي استهدفت مستشفى سكنية، اغتيال ثمانية أشخاص، بينهم أربعة من طاقم المستشفى وأربعة مقاتلين من وحدات YBŞ كانوا مسؤولين عن أمن المستشفى. 

## هجوم على العجلات
يوم الاثنين 16 أغسطس 2021، في الساعة 12:10، هاجمت طائرة استطلاع تركية مركبة على الطريق المؤدي إلى السوق القديم في وسط مدينة شنكال. نتيجة لهذا الهجوم، اغتيال قائد وحدات مقاومة سنجار (YBŞ) سعيد حسن وابن شقيقه والمقاتل في وحدات YBŞ عيسى خوديدا، كما أُصيب ثلاثة مدنيين وهم قاسم سيمو، شامل عباس بركس، وميرزا علي.  
حضر آلاف الأشخاص جنازة القتلى، وتحولت الجنازة إلى احتجاج ضد الهجوم التركي في منطقة شنكال ذاتية الحكم في جنوب كردستان. 

## الهجوم على مستشفى سكينية
يوم الثلاثاء 17 أغسطس 2021، من الساعة 14:30 إلى 15:00، قصفت الطائرات الحربية التركية مستشفى في قرية سكنية في منطقة شنكال (سنجار) ذات الأغلبية الإيزيدية. وفقًا لإعلان مجلس الحكم الذاتي الديمقراطي في شنكال، قصف المستشفى أربع مرات، وكان المدنيون مثل المرضى والأطباء وأفراد التمريض الأهداف الرئيسية لهذا الهجوم، كما قُتل مقاتلو وحدات مقاومة سنجار (YBŞ) الذين كانوا مسؤولين عن أمن المستشفى في هذه الغارة الجوية. أدى الهجوم إلى وقوع إصابات، كما استهدفت الطائرات التركية الأشخاص الذين هرعوا إلى المستشفى لإجلاء من كانوا بداخله. وأسفر الهجوم عن مقتل ثمانية أشخاص، من بينهم أربعة مقاتلين من وحدات YBŞ وأربعة من موظفي المستشفى، إضافة إلى إصابة أربعة آخرين. أسماء المقاتلين الأربعة في YBŞ هم: حميد سعدون (قيران سيبا)، وخضر شرف (بير خضر)، والمقاتلان العربيان في YBŞ رامي السليم (روني) ومؤيد خضر خلف (سيرهد زمار). وأسماء العاملين الأربعة في القطاع الصحي هم: علي رشيد خضر، وسيدو إلياس رشيد، وحجي خضر، ومخلصة سيدار. أما المصابون فهم حسن، عبدي، سمير، وماجد، جميعهم من الكوادر الصحية. 

## الوضع في تركيا
لم تُصدر وزارة الدفاع التركية بعدُ أي بيان بشأن الهجوم. لم تكن هناك معلومات مسبقة عن مثل هذه العملية. علم الناس بالوضع من خلال وسم #TurkeyattacksYazidis على تويتر.